# 14. kolovoza
14. kolovoza (14. 8.) 226. je dan godine po gregorijanskom kalendaru (227. u prijestupnoj godini).
Do kraja godine ima još 139 dana.

## Događaji
- 1715. – Turci teško poraženi kod Sinja. U spomen toga ustanovljena je Sinjska alka.
- 1912. – Američki su se marinci iskrcali u Nikaragvi kako bi zaštitili tamošnju vladu od sve snažnijih revolucionarnih snaga.
- 1913. – Vatikan je proglasio svetom katoličku redovnicu Bernardicu Soubirous koja je proslavila francusko svetište Lourdes.
- 1941. – Britanski premijer Winston Churchill i američki predsjednik Franklin D. Roosevelt objavili su Atlantsku povelju koja definira savezničke ratne ciljeve i predstavlja prvi stupanj povelje UN.
- 1943. – U savezničkom zračnom napadu teško je oštećena milanska Scala koju je 1778. sagradio Giuseppe Piermarini.
- 1947. – Pakistan se osamostalio od Velike Britanije.
- 1971. – Bahrein se osamostalio od Velike Britanije.
- 1972. – 156 Nijemaca poginulo u zrakoplovnoj nesreći kod Istočnog Berlina.
- 2003. – Veliki nestanak struje na sjeveroistoku SAD-a i Kanadi.
- 2005. – Ciparski Boeing 737 srušio se u Grčkoj, pri čemu je poginula 121 osoba.

| - 1688. – Fridrik Vilim I., pruski kralj, markgrof Brandenburga i izborni knez Svetog Rimskog Carstva († 1740.) - 1850. – Ljudevit Rossi, hrvatski botaničar i planinar, domobranski major († 1932.) - 1867. – John Galsworthy, engleski književnik - 1945. – Steve Martin, američki glumac - 1966. – Halle Berry, američka glumica - 1974. – Silvio Horta, američki scenarist i TV producent, autor Ružne Betty († 2020.) - 1978. – Dora Fišter Toš, hrvatska glumica - 1980. – Bojana Ordinačev, srpska glumica - 1984. – Vanda Winter, hrvatska glumica i pjevačica - 1991. – Richard Freitag, njemački skijaš skakač - 1992. – Marijeta Vidak, hrvatska rukometašica | - 1941. – Paul Sabatier, francuski kemičar i nobelovac (* 1854.) - 1941. – Sveti Maksimilijan Kolbe, katolički svetac (* 1894.) - 1956. – Bertold Brecht, njemački književnik (* 1898.) - 1981. – Karl Böhm, austrijski dirigent (* 1894.) - 1988. – Enzo Ferrari, talijanski automobilist (* 1898.) - 1994. – Elias Canetti, njemački pisac bugarskog porijekla - 1996. – Sergiu Celibidache, rumunjski dirigent (* 1912.) - 2007. – Nela Eržišnik, hrvatska glumica i komičarka (* 1922.) - 2015. – Miroslav Slavko Mađer, hrvatski književnik (* 1929.) - 2021. – Ante Rožić, hrvatski arhitekt (* 1934.) |

## Blagdani i spomendani
- Dan sjećanja na zatočenike neprijateljskih logora tijekom Domovinskog rata u Hrvatskoj
- Dan grada Crikvenice[1]